# Mapania pedunculata
Mapania pedunculata är en halvgräsart som beskrevs av David Alan Simpson. Mapania pedunculata ingår i släktet Mapania och familjen halvgräs. Inga underarter finns listade i Catalogue of Life.